# Mustertuch

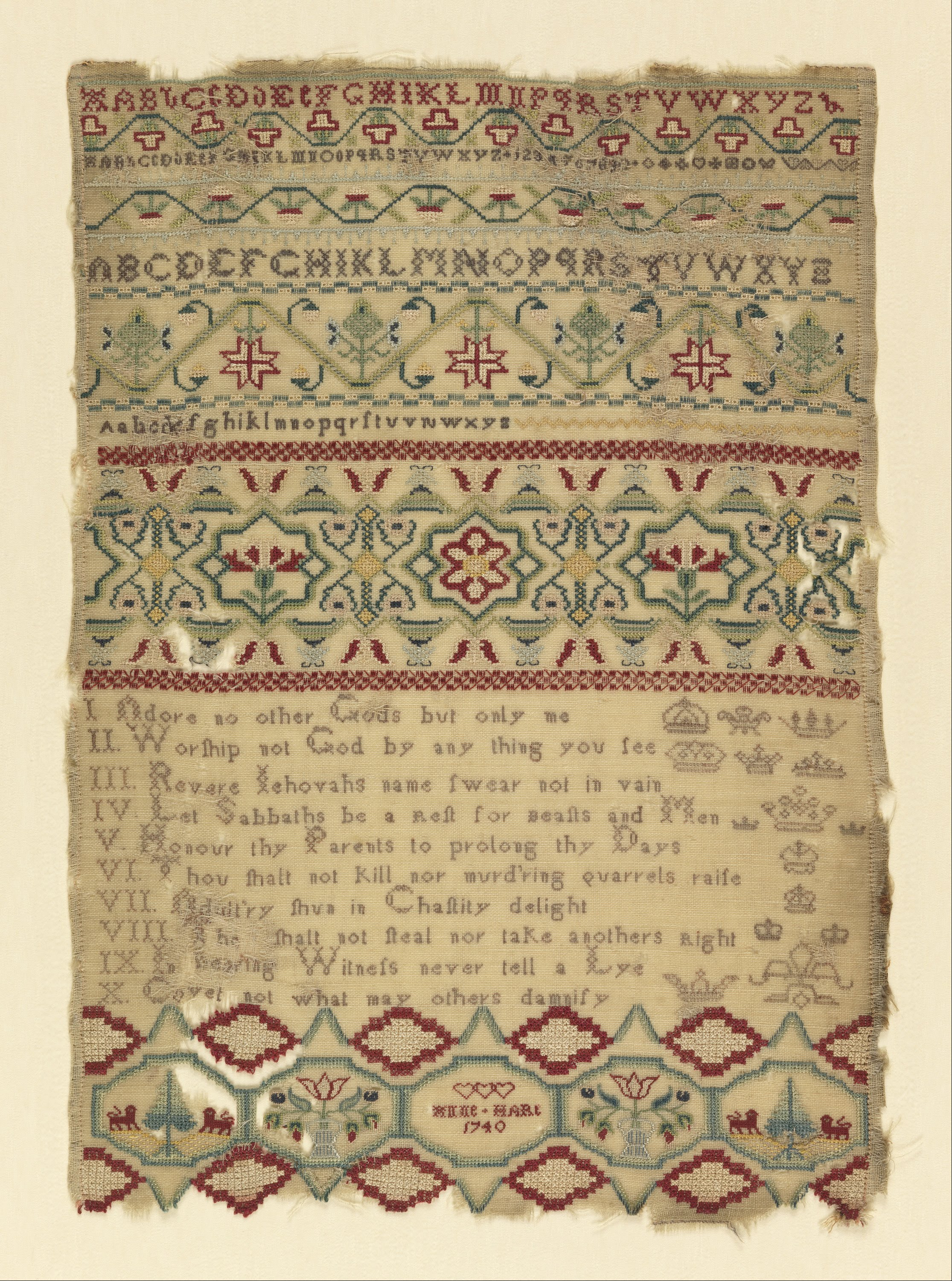
Mustertuch

Ein Mustertuch ist ein Tuch mit verschiedenen Näh-, Stick- oder Wirkmustern, das zur Übung angefertigt wird oder auch als Vorbild dient.
Gemessen an der Anzahl erhaltener Exemplare und ihrem gestalterischen Reichtum nehmen die reinen Stickmustertücher eine herausragende Rolle ein.